# Цисе-Заґрудзе
Цисе-Заґрудзе (пол. Cisie-Zagrudzie) — село в Польщі, у гміні Котунь Седлецького повіту Мазовецького воєводства.
Населення — 133 особи (2011).
У 1975-1998 роках село належало до Седлецького воєводства.

## Демографія
Демографічна структура станом на 31 березня 2011 року:
|          | Загалом | Допрацездатний вік | Працездатний вік | Постпрацездатний вік |
| -------- | ------- | ------------------ | ---------------- | -------------------- |
| Чоловіки | 72      | 16                 | 48               | 8                    |
| Жінки    | 61      | 13                 | 33               | 15                   |
| Разом    | 133     | 29                 | 81               | 23                   |